# Hermann von Kruse
Friedrich Karl Felix Hermann von Kruse (* in 8. September 1862 in Skatnick (Kreis Rastenburg); † 24. Oktober 1944 in Wiesbaden) war ein preußischer Verwaltungsbeamter und Landrat.

## Leben und Herkunft
Hermann von Kruse war ein Sohn des Rittergutsbesitzers und späteren Schäferei-Direktors Hermann sen. von Kruse und dessen Ehefrau Eveline, geborene Berthold. 1858 erhielt der Vorfahre, Prof. für Slavistik, Dr. Friedrich Karl Hermann Kruse, die preußische Adelsanerkennung des russischen Erbadels, in Berlin. 
Nach dem Besuch eines Gymnasiums in Königsberg absolvierte er von 1881 bis 1883 ein Studium der Rechtswissenschaften in Königsberg und Leipzig, das er am 17. Dezember 1883 mit der Ersten juristischen Prüfung abschloss. Im Januar 1884 erhielt er seine Ernennung zum Gerichtsreferendar und nach seinem bestandenen Assessorexamen im Jahr 1888 wurde er Regierungsassessor bei der Regierung Gumbinnen. Von 1890 bis 1891 wurde er vertretungsweise mit der Verwaltung des Landratsamtes in Darkehmen betraut, bevor er am 16. Dezember 1891 zum kommissarischen Landrat des Kreises Adenau ernannt wurde, dem am 1. Juli 1892 die definitive Ernennung folgte. Am 24. Dezember 1898 wechselte er als kommissarischer Landrat in den Landkreis Sankt Goar und wurde dort am 4. Dezember 1899 zum definitiven Landrat ernannt. Im Januar 1912 wurde er Geheimer Regierungsrat und am 26. Mai 1920 wurde er zunächst beurlaubt und dann am 20. Juli 1920 von seinen Diensten als Landrat entbunden. Zum 2. August 1920 trat er in die Dienste der Reichsfinanzverwaltung (RFV) ein und am 1. Oktober 1920 wurde er Oberregierungsrat beim Landesfinanzamt Stettin. Am 31. Dezember 1927 wurde er in den Ruhestand verabschiedet.

## Politik
Von 1901 bis 1918 war von Kruse Mitglied des rheinischen Provinziallandtages.

## Familie
Hermann von Kruse heiratete am 27. September 1890 in Königsberg Gertrud de Terra (* 15. Dezember 1866 in Groß Lauth), Tochter des Rittergutsbesitzers Heinrich de Terra und dessen Ehefrau geborene de Terra. Aus der Ehe stammt der Sohn Horst Hermann von Kruse. Hermann von Kruse selbst hatte mehrere Geschwister und Enkelkinder.

## Genealogie
- Gothaisches Genealogisches Taschenbuch der Adeligen Häuser. Alter Adel und Briefadel. 1921. Fünfzehnter Jahrgang, Justus Perthes, Gotha Herbst 1920, S. 469., Siehe: Internet Archive.
- Gothaisches Genealogisches Taschenbuch der Adeligen Häuser. Zugleich Adelsmatrikel der Deutschen Adelsgenossenschaft. Teil B (Briefadel). 1942. Vierunddreißigster Jahrgang, Justus Perthes, Gotha Herbst 1941, S. 287–288. Siehe: FamilySearch.